# Antônio Naelson
Antônio Naelson Matías, född 23 maj 1976 i São Paulo, kallas även Sinha, är en brasiliansk-mexikansk fotbollsspelare. Spelar nu för Querétaro FC där han går under namnet "El Toñito". Zinha är 163 cm lång och väger 67 kg.